# Steinreihe von Dromkeare
Die Steinreihe von Dromkeare steht gegenüber der Steinreihe von Eightercua, nahe dem Lough Currane im Townland Dromkeare (irisch Drom Caor, dt. „Beerenrücken“) im Süden des County Kerry in Irland.
Wie bei Eightercua besteht die etwa sieben Meter lange, Nordost-Südwest orientierte Steinreihe, aus vier Steinen. Der südlichste und größte Stein ist etwa 2,5 Meter hoch und an der Basis fast zwei Meter breit. Mit etwa 1,5 m und 1,0 m Höhe sind der dritte und vierte Stein ebenfalls ziemlich groß. Der zweite Stein der Reihe ist der kleinste, mit weniger als einem halben Meter Höhe liegt er nahezu versteckt in einem Feldwall.
In der Nähe stehen der Steinkreis von Dromod und der Oghamstein von Dromkeare.